# Кёльцин
Кёльцин (нем. Kölzin) — община в Германии, в земле Мекленбург-Передняя Померания.

## Географическое положение
Кёльцин находится приблизительно в 12 километрах южнее Грайфсвальда, в 22 километрах юго-западнее Вольгаста, в 19 километрах северо-западнее Анклама и в 3 километрах северо-восточнее Гюцкова.

## История
Впервые упоминание о самой большой общине современного Кёльцина (Даргецин) встречается в свидетельстве о владении цистерцианцкого монастыря «Ельдена» (нем. Kloster Eldena) и относятся к 1232 году. С 1294 года окрестности Даргецина переходят во владения семьи Бер (нем. Behr), что изменилось только после окончания Второй мировой войны.
В 1897 году в через территорию посёлка была проведена ветка железной дороги Грайфсвальд — Ярмен, которая была однако демонтирована в 1945 году для уплаты репараций.

## Административное деление
Кёльцин входит в состав района Восточная Передняя Померания. До 1 января 2005 года посёлок был частью управления Амт Гюцков (нем. Amt Gützkow), но в настоящее время подчинён управлению Амт Цюссов (нем. Amt Züssow), со штаб-квартирой в Цюссове.
Идентификационный код субъекта самоуправления — 13 0 59 042.
Площадь занимаемая административным образованием Кёльцин, составляет 14,47 км².
В настоящее время община подразделяется на 5 сельских округов.
- Даргецин (нем. Dargezin)
- Даргецин Форверк (нем. Dargezin Vorwerk)
- Кёльцин (нем. Kölzin)
- Упатель (нем. Upatel)
- Фритцов (нем. Fritzow)

Посёлком побратимом Кёльцина является посёлок Кольденбюттель в земле Шлезвиг-Гольштейн.

## Население
По состоянию на 31 декабря 2006 года население посёлка Кёльцин составляет 362 человека.

Средняя плотность населения таким образом равна 25 человек на км².
В пределах сельских округов жители распределены следующим образом.
| Даргецин Кёльцин Упатель Фритцов Даргецин Форверк | 170 человек 67 человек 50 человек 40 человек 35 человек |

## Транспорт
Южнее посёлка Кёльцин проходит федеральная дорога 111 (нем. Bundesstraße 111 (B 111)), а западнее федеральная дорога 96 (нем. Bundesstraße 96 (B 96)) и автобан 20 (нем. Bundesautobahn 20 (A 20)), выезд на который доступен невдалеке от посёлка Гюцков (примерно в 5 километрах от Кёльцина).

## Достопримечательности
- Сад во Фритцове
- Заливной луг возле Кёльцина
- Липовая аллея севернее Кёльцина
- Церковь в Кёльцине выполненная в готическом стиле
- Кладбище со старой балкой для подвешивания колоколов во Фритцове
- Старый барак для крестьян в Даргецине выполненный из обожжённого кирпича и булыжника